# Askia Nouhou
Askia Nouhou est souverain de l'Empire songhaï, parfois appelé royaume de Dendi car réduit à cette région après la conquête marocaine, de 1591 à 1599.

## Biographie
Après la bataille de Tondibi et la mort d'Askia Ishaq II, les Songhaï se replient dans la région de Dendi sous la direction d'Askia Issihak et Askia Nouhou, peut-être avec l'appui de l'émirat de Kebbi. Nouhou, fils d'Askia Daoud et donc frère ou demi-frère d'Askia Ishaq II.
Nouhou conserve le titre d'Askia et les traditions de l'Empire, il poursuit la lutte contre les Marocains. Renonçant aux batailles rangées pour la guérilla, l'expédition marocaine visant à le réduire doit se replier en hâte, d'autant plus que leurs troupes sont usées par le climat et que Tombouctou est menacé par les Touaregs. Le pacha marocain Mahmud Ben Zerqun est tué et sa tête envoyée à Nouhou. Cherchant à profiter de ce succès, Nouhou conduit ses troupes aux monts Hombori pour préparer un raid sur Tombouctou. Il est tué au combat. Le royaume de Dendi survit à sa mort.

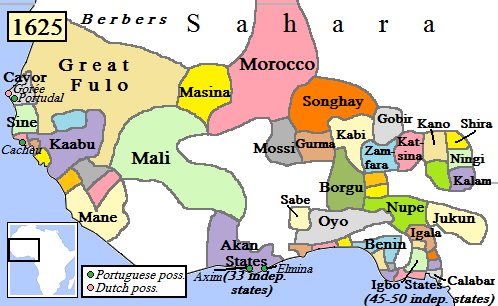
L'Empire songhaï après la conquête marocaine.